# Ла-7
Ла-7 е съветски изтребител от периода на Втората световна война. Разработен от КБ Лавочкин (Конструкторско бюро Лавочкин), този самолет възниква като следствие от работата по модернизирането на Ла-5ФН. Опитният образец, обозначен като Ла-5 „еталон 1944 г.“, излита на 1 февруари 1944 г. и след известна дообработка, през март същата година е препоръчан за серийно производство, но с две 20-мм оръдия, тъй като оръдията УБ-20 (Б-20), с които е трябвало да бъде въоръжен триоръдейният вариант, все още са в процес на изпитания (производството на триоръдейния вариант започва от лятото на 1945 г.)
По време на войсковите изпитания на машината от 15 септември до 15 октомври 1944 г., Ла-7 се показва като изключително добър за времето си самолет. Изпитанията се провеждат по време на Рижката операция, като за целта 63-ти гвардейски Вилненски ИАП (изтребителен авиационен полк) е въоръжен с 30 нови Ла-7. За този месец полкът извършва 116 групови бойни полета и води 39 въздушни боя, при които са свалени 55 противникови самолета (52 FW 190 и три Me 109G), при загубени осем свои Ла-7 (четири в бой и четири при аварии, като всички аварии са свързани с откази на двигателите).
С такъв самолет, трикратният Герой на Съветския съюз - Иван Кожедуб, на 19 февруари 1945 г. сваля германски реактивен изтребител Ме-262.
|  | Уикипедия разполага с Портал:Авиация |